# Omstigning til Paradis (film)
Omstigning til Paradis (originaltitel A Streetcar Named Desire) er en amerikansk film fra 1951 instrueret af Elia Kazan.
Filmen er en bearbejdelse af Tennessee Williams' skuespil af samme navn. 

## Medvirkende
- Marlon Brando som  Stanley Kowalski
- Vivien Leigh som Blanche DuBois
- Kim Hunter som Stella Kowalski
- Karl Malden som Harold "Mitch" Mitchell
- Rudy Bond som Steve Hubbel
- Nick Dennis som Pablo Gonzales
- Peg Hillias som Eunice Hubbel
- Wright King som inkassator
- Richard Garrick som læge

## Priser og udmærkelser
Filmen blev tildelt en lang række priser. 
Ved Oscaruddelingen 1952 blev filmen nomineret i 12 kategorier, herunder bedste film og bedste instruktør, og modtog i alt fire Oscars: 
- Oscar for bedste mandlige birolle: Karl Malden
- Oscar for bedste kvindelige hovedrolle: Vivien Leigh
- Oscar for bedste kvindelige birolle: Kim Hunter
- Oscar for bedste scenografi. S/H: Richard Day og Georg James Hopkins.

Vivien Leigh modtog British Academy of Film and Television Arts' pris for bedste engelsktalende skuespillerinde og Kim Hunter modtog en Golden Globe for bedste kvindelige birolle.

## Eksterne Henvisninger
- Omstigning til Paradis på Internet Movie Database (engelsk)
- Omstigning til Paradis på Filmdatabasen
- Omstigning til Paradis på Scope
- Omstigning til Paradis i Svensk Filmdatabas (svensk)
- Omstigning til Paradis på AlloCiné (fransk)
- Omstigning til Paradis på MovieMeter (nederlandsk)
- Omstigning til Paradis på AllMovie (engelsk)
- Omstigning til Paradis hos American Film Institute (engelsk)
- Omstigning til Paradis' profil hos Encyclopædia Britannica Online (engelsk)
- Omstigning til Paradis på Turner Classic Movies (engelsk)